# Hate Campaign
Hate Campaign är det femte fullängdsalbumet av svenska death metal-bandet Dismember, som gavs ut den 17 januari 2000. Albumet har återutgivits två gånger senare, på återutgåvan från 2005 hängde det med två stycken bonuslåtar, och november, 2006 återutgav Night of the Vinyl Dead albumet i form av en "Yellow Splatter Vinyl" i begränsad upplaga. 

## Låtförteckning
1. "Suicidal Revelations" - 02:52
2. "Questionable Ethics" - 02:07
3. "Beyond Good and Evil" - 02:50
4. "Retaliate" - 02:47
5. "Enslaved to Bitterness" - 02:46
6. "Mutual Animosity" - 02:15
7. "Patrol 17" - 03:45
8. "Thanatology" - 02:35
9. "Bleeding Over" - 03:06
10. "In Death's Cold Embrace" - 03:03
11. "Hate Campaign" - 05:26

### Bonuslåtar på återutgåvan från 2005
1. "Live to Hate" - 2:12
2. "Unhealing Scars" - 2.57

## Banduppsättning
- Matti Kärki - sång
- David Blomqvist - gitarr
- Magnus Sahlgren - gitarr
- Sharlee D'Angelo - bas
- Fred Estby - trummor, producent, ljudtekniker

## Medverkande
- Stefan Boman - mastering (Polar Studios)